# Atenció centrada en el pacient
L'atenció centrada en el pacient un nou paradigma de la pràctica mèdica que qüestiona i millora el model biomèdic que tradicionalment ha estat el predominant en l'atenció a les persones majors amb malalties orgàniques com la demència, i que viuen en centres residencials. Cassell explica com en els últims 50 anys, la medicina i la professió mèdica han intentat, sense cap èxit, fer que l'objectiu central de la seva disciplina fos la persona en comptes de la malaltia. Tot i així, l'intent ha portat a la generació d'un paradigma anomenat l'atenció centrada en el pacient.

## La detecció d'una necessitat
La recerca biomèdica sobre les Malalties neurodegeneratives, el seu diagnòstic i els seus tractaments han ofert avanços indiscutibles en l'àmbit de la salut. No obstant això, els resultats de la creixent recerca fenomenològica de l'experiència d'una malaltia neurodegenerativa i del seu tractament, han demostrat que l'atenció basada purament en una perspectiva biomèdica no genera ni benestar ni la satisfacció d'acord amb la perspectiva de la persona malalta. Des d'una perspectiva biomèdica les conductes associades a la demència s'interpreten principalment com a resultat del dany cerebral, i els canvis neuroquímics, com a símptomes.

## La persona i el pacient en el paradigma biomèdic
Segons Cassell, tot i ser un paradigma molt present en les facultats de medicina, la pràctica que impera de forma molt generalitzada, continua centrada en la malaltia, i planteja que per fer el canvi cal un coneixement més aprofundit sobre què entenem per condició de persona.
Cassell descriu el concepte de persona de la següent manera:
“Una persona és un individu humà corpori, determinat, pensant, sensible, emocional, reflexiu i relacional que fa coses. Pràcticament totes aquestes accions – voluntàries per costum, instintives o automàtiques- es basen en significats. Una persona viu en tots moments en un context de relacions amb els altres i amb ella mateixa. Totes les persones tenen un passat, i un futur i aquests formen part de la persona en el present.”

## La malaltia i la persona malalta en el paradigma biomèdic
Cassell explica que les malalties contemporànies, són bàsicament les cròniques, com la demència. Planteja que es tracta de malalties, que a més dels metges, són ateses per les mateixes persones afectades, les seves famílies o d'altres curadors que reben assessorament mèdic. Són malalties de llarga durada que obliga a saber qui són com a persones i com la malaltia transforma la seva condició de persones. L'atenció i el tractament no es pot limitar als criteris clínics de la malaltia, també ha de tenir molt en compte els aspectes emocionals i relacionals de conviure amb la malaltia. Així defineix tres entitats diferenciades que descriuen el que li passa a la persona:
1. La malaltia com a mal: les dificultats, limitacions, molèsties o trastorns de la funcionalitat causats per la malaltia.
2. La malaltia com a patiment: la perspectiva subjectiva de com experimenta aquesta malaltia.
3. La malaltia com a afecció: el procés patològic que la medicina i el diagnòstic atribueixen al trastorn.
El patiment esdevé una dimensió molt important de la condició de la persona. Cassell el descriu com un estat vital especial i una forma extraordinària d'angoixa que té unes característiques úniques: és personal, individual, implica un conflicte amb un mateix, implica una pèrdua d'un objectiu fonamental i és una experiència solitària.

## El pacient com a persona en el paradigma biomèdic
Cassell afirma amb absoluta claredat que abans dels anys 1950 la paraula persona no formava part de la pràctica mèdica. Sempre eren pacients i els preceptes ètics fonamentals la benevolència, i la no maleficència. A partir dels anys 50 es genera una presa de consciència que demana a la medicina que tracti als pacients com si fossin persones; i a partir dels 1970 apareixen les primeres publicacions fetes per la bioètica sobre el pacient com a persona. Aquesta presa de consciència es transforma en els drets dels pacients, bàsicament el dret a la informació actual i correcta, i a entendre les opcions entre les quals pot escollir. Però la condició de persona és molt més que la titularitat d'un seguit de drets. Entendre què desitja, què necessita o pensa que el pot ajudar forma part de l'atenció mèdica amb la mateixa importància que els aspectes clínics de la malaltia. La transformació de la pràctica mèdica es produirà quan, a més del coneixement clínic de les malalties, s'entengui el canvi en la condició de persones que causa la malaltia; i l'atenció es produeixi en termes d'igualtat.

## Perspectives fenomenològiques que milloren el model biomèdic.
Actualment, la perspectiva fenomenològica defensa la importància de conèixer i tenir en compte l'experiència subjectiva de l'individu, és a dir, quan s'incorpora el seu punt de vista en el tractament i a la planificació de la vida diària, es genera benestar i satisfacció; i s'augmenta el sentiment de control sobre la pròpia vida, que alhora genera satisfacció.
En persones amb demència, històricament s'ha pensat que no eren fiables quan narraven la seva pròpia experiència i fins fa poc els estudis sobre les persones amb demència no incloïen la visió de la persona afectada.
Cotrell i Schulz fa 20 anys defensaven que aquest plantejament allunyat de la mateixa experiència de la persona malalta ens apropa a pautes deshumanitzants i despersonalitzades, en les quals tant en la recerca com en la pràctica professional no es té en compte la història prèvia d'aquesta persona així com la seva experiència en l'actualitat, com si es tractés d'un simple objecte. El repte professional és transformar aquest marc de referència procliu a aquesta despersonalització i permetre que la veu de les persones amb demència sigui escoltada sense intermediaris i amb el mateix valor que de la resta d'interlocutors.
Es considera que per aconseguir l'excel·lència en l'atenció a les persones amb demència s'ha de prendre, com a punt de partida, l'experiència subjectiva i ens hem de poder preguntar com ha de ser viure amb demència. Si allò que volem és estimular les fortaleses i les habilitats que manté la persona major, serà necessari escoltar la seva percepció i el relat en primera persona del que li esdevé. Estudis sobre la identitat de les persones que tenen demència. Així com estratègies per incloure-les en les seves avaluacions de qualitat de vida són alguns dels àmbits en els quals s'està treballant més per entendre aquesta malaltia des del punt de la persona que la pateix, ajudant finalment al fet que la seva atenció i tracte per cuidadors formals i informals sigui el més adequat possible a les seves necessitats.